# Guerra Russo-Turca (1568-1570)
- Este artigo foi inicialmente traduzido, total ou parcialmente, do artigo da Wikipédia em inglês cujo título é «Russo-Turkish War (1568–1570)».

A Guerra Russo-Turca de 1568 a 1570 ou Campanha Don Volga-Astracã de 1569 (referida aos otomanos como Expedição Astracã) foi uma guerra entre o Czarado da Rússia e o Império Otomano, no Canato de Astracã. Foi a primeira das doze guerras russo-turcas, que terminaram depois da Primeira Guerra Mundial.
Em 1556, houve a Conquista do Canato de Astracã por Ivan, o Terrível. Em 1568, o Grand Vizier Sokollu Mehmet Paşa, que era o verdadeiro poder na administração do Império Otomano sob Selim II, iniciou o primeiro encontro entre o Império Otomano e seu futuro arquirrival do norte. Os resultados pressagiaram os muitos desastres que estão por vir. Um plano para unir o rio Volga com rio Don por um canal foi detalhado em Constantinopla.
No verão de 1569, uma grande força Kasim Paşa de 20 000 turcos e 50 000 tártaros foi enviada para sitiar Astrakhan e começar as obras do canal, enquanto uma frota otomana cercou Azov.
No entanto, uma sorte da guarnição Knyaz (príncipe) Serebrianyi-Obolenskiy, o governador militar de Astrakhan, dirigiu de volta os sitiantes. Um exército de socorro russo de 30 000 soldados atacou e dispersou os operários e a força tártara enviada para sua proteção. A caminho de casa, até 70% dos soldados restantes e os trabalhadores congelaram até a morte nas estepes ou tornaram-se vítimas dos ataques de Circassianos. A frota otomana foi destruída por uma tempestade.
O Império Otomano, embora militarmente derrotado, insistiu em uma passagem segura para peregrinos e comerciantes muçulmanos da Ásia Central, bem como na destruição do forte russo no rio Terek.